# 윈도우 10 모바일
윈도우 10 모바일(영어: Windows 10 Mobile)은 마이크로소프트에서 개발한 윈도우 10의 에디션 중 하나이다. 10월 6일, 윈도우 10 모바일을 기반으로 하는 휴대 전화가 발표되었다.(루미아 950) 11월 20일에는 AT&T에서 판매를 시작하였다. 다른 휴대 전화의 윈도우 10 모바일 적용은 2016년 2월 말로 연기되었다. 윈도우 폰 8.1 데님 업데이트와 최소 8GB의 내장 메모리, 최소 램 1GB의 사양이 필요하다.
빌드 2015에서 발표하였던, 안드로이드와 iOS 애플리케이션의 편리한 이식에 대한 도구인 윈도우 브릿지가 iOS에 대응하는 버전이 MIT 허가서를 기반으로, 오픈 소스로 공개되었다. 안드로이드 버전은 개발을 취소했다.

## 정식 배포
정식 배포가 계획보다 4달 이상 미뤄진, 3월 17일부터 시작되었다. 윈도우 폰의 스토어 앱에서 Upgrade Advisor를 설치해서 업그레이드를 진행할 수 있다.
다음은 업그레이드가 지원되는 기기 목록이다.
- 루미아 1520
- 루미아 930
- 루미아 640
- 루미아 640 XL
- 루미아 730
- 루미아 735
- 루미아 830
- 루미아 532
- 루미아 535
- 루미아 540
- 루미아 635 1GB
- 루미아 636 1GB
- 루미아 638 1GB
- 루미아 430
- 루미아 435
- BLU Win HD w510u
- BLU Win HD LTE x150q
- MCJ Madosma Q501

## 컨티뉴엄
마이크로소프트에서 윈도우 10을 통합 운영 체제로 개발한 것이 빛을 발하는 기능이다. 마이크로소프트 디스플레이 독과 USB-C를 통해서, 모니터와 키보드, 마우스 등을 휴대 전화와 연결할 수 있으며, 윈도우 10과 매우 비슷한 모양으로 작동한다. 발표 화면을 보면, PC 윈도우 10과는 살짝 멀티테스킹이 다른 듯 하다. 대부분의 휴대 전화가 그렇듯이, 화면에 하나의 응용 프로그램만 띄울 수 있는 것이 대화면 모니터에서도 같이 나타나었다. PC 윈도우는 여러 응용 프로그램 화면을 한 번에 볼 수 있지만, 윈도우 10 모바일이 연결된 모니터에서는 하나의 응용 프로그램만 볼 수 있다는 것으로 이해하면 쉽다.

## 설치 최소 사양
- 램 : 1 GB (32비트 기준)
- 저장장치 : 4GB (빌드 업그레이드 용 SD카드 4GB 추가)[5]

## 같이 보기
- 윈도우 10
- 윈도우 10 에디션